# Cropia impressionata
Cropia impressionata là một loài bướm đêm trong họ Noctuidae.